# Степівська сільська рада (Миколаївський район)
Степівська сільська́ ра́да — адміністративно-територіальна одиниця та орган місцевого самоврядування в Миколаївському районі Миколаївської області. Адміністративний центр — село Степове.

## Загальні відомості
- Населення ради: 2 435 осіб (станом на 2001 рік)

## Населені пункти
Сільській раді підпорядковані населені пункти:
- с. Степове
- с. Зелений Гай

## Склад ради
Рада складається з 16 депутатів та голови.
- Голова ради: Котенко Іван Васильович
- Секретар ради: Іванчук Світлана Богданівна

### Керівний склад попередніх скликань
| Прізвище, ім'я, по батькові | Основні відомості                                                 | Дата обрання | Дата звільнення |
| --------------------------- | ----------------------------------------------------------------- | ------------ | --------------- |
| Льгова Людмила Леонтіївна   | Сільський голова, 1952 року народження, позапартійна              | 26.03.2006   | 31.10.2010      |
| Котенко Іван Васильович     | Сільський голова, 1958 року народження, освіта вища, безпартійний | 31.10.2010   |                 |

Примітка: таблиця складена за даними сайту Верховної Ради України

### Депутати
За результатами місцевих виборів 2010 року депутатами ради стали:

#### За суб'єктами висування
| Суб'єкт висування | Кількість обраних депутатів | %    |
| ----------------- | --------------------------- | ---- |
| Партія регіонів   | 15                          | 93,8 |
| Самовисування     | 1                           | 6,3  |

#### За округами
| № округу        | Прізвище, ім'я, по батькові     | Дата визнання обраним | Освіта             | Партійна приналежність | Відомості про обраного депутата                       |
| --------------- | ------------------------------- | --------------------- | ------------------ | ---------------------- | ----------------------------------------------------- |
| Партія регіонів |                                 |                       |                    |                        |                                                       |
| 1               | Авраменко Володимир Васильович  | 04.11.2010            | середня спеціальна | позапартійний          | ДПП «Степове», зав. автопарком                        |
| 2               | Каваросюк Олександр Михайлович  | 04.11.2010            | вища               | позапартійний          | ДПП «Степове», заст.директора                         |
| 3               | Слюсаренко Микола Олександрович | 04.11.2010            | вища               | позапартійний          | дитячий будинок-інтернат, директор                    |
| 4               | Ракоміна Дана Іванівна          | 04.11.2010            | вища               | член Партії регіонів   | Степівський ДНЗ, завідувачка                          |
| 5               | Кочмар Михайло Петрович         | 04.11.2010            | вища               | член Партії регіонів   | ДПП «Степове», заст.директ. з будівн.                 |
| 6               | Гогоренко Тетяна Володимирівна  | 04.11.2010            | вища               | член Партії регіонів   | ДПП «Степове», зав.ковбцеху                           |
| 7               | Петренко Сергій Анатолійович    | 04.11.2010            | вища               | член Партії регіонів   | Степівська ДЛ, лікар-терапевт                         |
| 8               | Гіжен Олександр Васильович      | 04.11.2010            | вища               | позапартійний          | СтепівськаДЮСШ, директор спорткомплексу «Надія»       |
| 9               | Іванчук Світлана Богданівна     | 04.11.2010            | вища               | член Партії регіонів   | Степівська с/рада, секретар                           |
| 10              | Васюкова Ірина Юріївна          | 04.11.2010            | середня спеціальна | позапартійна           | домогосподарка                                        |
| 11              | Панічкіна Віра Феофанівна       | 04.11.2010            | середня спеціальна | член Партії регіонів   | Степівський ДНЗ, муз.керівник                         |
| 12              | Урсолова Галина Яківна          | 04.11.2010            | середня спеціальна | позапартійна           | Степівський БК, худ. керівник                         |
| 13              | Костенко Олександр Миколайович  | 04.11.2010            | середня            | позапартійний          | ДПП «Степове», водій                                  |
| 14              | Івахненко Галина Миколаївна     | 04.11.2010            | незакінчена вища   | член Партії регіонів   | Зеленогайська загальноосвітня школа І-ІІ ст., вчитель |
| 16              | Ковальчук Василь Борисович      | 04.11.2010            | середня            | позапартійний          | Зеленогайський ДНЗ, охоронець                         |
| Самовисування   |                                 |                       |                    |                        |                                                       |
| 15              | Дячук Олександр Дмитрович       | 04.11.2010            | середня спеціальна | позапартійний          | Зеленогайська загальноосвітня школа І-ІІ ст., вчитель |